# Fontanals de Cerdanya
Fontanals de Cerdanya är en kommun i Spanien.   Den ligger i provinsen Província de Girona och regionen Katalonien, i den nordöstra delen av landet, 500 km öster om huvudstaden Madrid. Antalet invånare är 472. Arean är 28,6 kvadratkilometer. Fontanals de Cerdanya gränsar till Alp, Puigcerdà, Bolvir, Das och Ger. 
Terrängen i Fontanals de Cerdanya är kuperad åt sydost, men åt nordväst är den platt.